# Xylopia glauca
Xylopia glauca este o specie de plante angiosperme din genul Xylopia, familia Annonaceae, descrisă de Jacob Gijsbert Boerlage. Conform Catalogue of Life specia Xylopia glauca nu are subspecii cunoscute.